# La Baume-de-Transit
La Baume-de-Transit é uma comuna francesa na região administrativa de Auvérnia-Ródano-Alpes, no departamento de Drôme. Estende-se por uma área de 12,05 km². Em 2010 a comuna tinha 921 habitantes (densidade: 76,4 hab./km²).

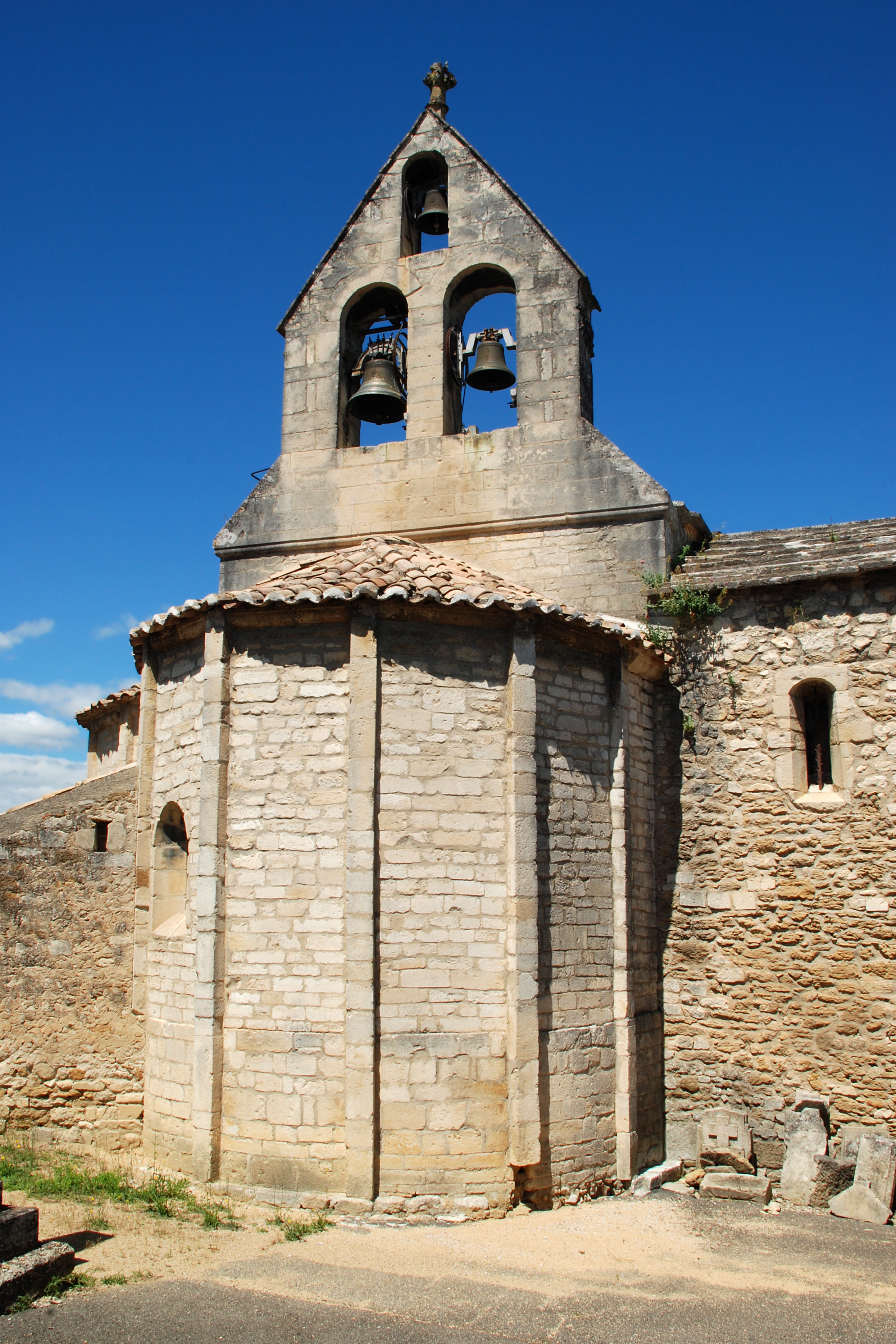
Église Sainte-Croix de La Baume-de-Transit